# Bill Hicks
Pour les articles homonymes, voir Hicks.
Ne doit pas être confondu avec le joueur de hockey canadien Bill Hicke.
Bill Hicks, né le 16 décembre 1961 à Valdosta (Géorgie) et mort le 26 février 1994 à Little Rock (Arkansas), est un humoriste américain.

## Biographie
Bill Hicks a grandi dans la foi baptiste chrétienne du Sud des États-Unis et manifeste une attitude résolument anti-conformiste et irrévérencieuse dès son adolescence. À l'âge adulte, il fait face à de nombreux problèmes d'addiction aux drogues (nicotine, cocaïne…). Les messages de ses spectacles sont souvent orientés contre les magnats de la publicité et du marketing, et contre le capitalisme de manière générale. Il affichait en outre son scepticisme concernant le récit officiel de l'assassinat de John Fitzgerald Kennedy, et concernant plus généralement le contrôle social exercé par les gouvernements. Écœuré par la culture de masse, Il fustigeait les travers de ses congénères, mais concluait généralement ses spectacles par un discours de portée plus universelle, aux tonalités messianiques, appelant les humains à éveiller collectivement leur conscience et à agir en synergie pour un monde meilleur (avec parfois un simulacre d'exécution, rappelant la fin du film Network de Sidney Lumet).
Atteint d'un cancer du pancréas, il meurt prématurément à l'âge de 32 ans.
Il reste une référence de premier plan pour les humoristes anglophones apparus au cours des décennies suivantes, aux côtés de ses aînés Lenny Bruce et George Carlin (lequel a même reconnu l'influence de Bill Hicks sur son style et ses thèmes à partir du début des années 1990).

## Filmographie

### Comme auteur
- 1988 : Comedy's Dirtiest Dozen (en)
- 1988 : Nothin' Goes Right (vidéo)
- 1989 : Bill Hicks: Sane Man (vidéo)
- 1992 : Bill Hicks: Relentless (vidéo)
- 1993 : Counts of the Netherworld (TV)
- 1993 : Bill Hicks: Revelations (TV)
- 1994 : Totally Bill Hicks (vidéo)

### Comme acteur
- 1981 : Bulba (TV)
- 1991 : Ninja Bachelor Party : Master, Dr. Death / Voices / Shotsi's Lover#2
- 1993 : Counts of the Netherworld (TV)

### Comme producteur
- 1991 : Ninja Bachelor Party
- 1993 : Counts of the Netherworld (TV)

### comme réalisateur
- 1991 : Ninja Bachelor Party

## Publication
- Bill Hicks, J’aime tout le monde ! [Love All the People: Letters, Lyrics, Routines], trad. d’Aude Pasquier, Paris, Sonatine Éditions, 2014, 400 p.  (ISBN 978-2-35584-267-2)

## Hommages
Les groupes de rock Radiohead et Tool ont dédié chacun un de leurs albums à Bill Hicks : respectivement The Bends (1995) et Ænima (1996), ce dernier incluant des extraits vocaux du défunt humoriste sur le titre Third Eye.
Le titre du deuxième album du groupe de punk-rock Fugazi, Steady Diet of Nothing (1991), est tiré d'une citation de Bill Hicks.
Le groupe de rock Hevein utilise des citations de Bill Hicks pour la chanson Gentle Anarchy.
Le groupe punk Unwritten Law utilise une citation de Bill Hicks en ouverture de la chanson Armageddon Singalong sur la compilation Short Music For Short People.
Le groupe Clutch cite Bill Hicks dans sa chanson How to shake hands (2018).